# Gorrahei
Cette page contient des caractères éthiopiques. En cas de problème, consultez Aide:Unicode ou testez votre navigateur.
Gorrahei est une ville d’Éthiopie, située à 673 km de la capitale du pays, Addis-Abeba, dans la région de Somali, qui couvre une grande partie du territoire traditionnel de l'Ogaden. Sa latitude est de 6,652 5 degrés et sa longitude de 44,085 278 degrés. Son altitude est de 468 mètres.